# El sueño (obra de teatro)
El sueño es una obra de teatro escrita 1901 por el dramaturgo sueco August Strindberg. Narra la historia de la hija de un Dios que baja entusiasta a la Tierra para observar cómo viven los seres humanos, pero enfrenta la cruda realidad. Es una crítica hacia la forma de vivir de la sociedad, una oportunidad de ver la vida desde otra perspectiva, tratando de mostrar lo ridículo e injusto.
La protagonista es Agnes, quien representa la figura femenina y, por extensión, la humanidad en su totalidad. A través de su viaje, Strindberg aborda temas de amor, sufrimiento, y la búsqueda de significado en la vida.
Los personajes que rodean a Agnes son representaciones arquetípicas que reflejan diversas facetas de la experiencia humana, incluyendo la ambición, la culpa, la angustia y la búsqueda de la felicidad.
Y finalmente, la estructura de la obra es fragmentada, con cambios rápidos de escena que evocan la lógica surrealista de los sueños. Esta técnica permite un flujo continuo de ideas que desafía la narrativa lineal.

## Estilo
Strindberg utiliza un lenguaje poético y simbólico, con diálogos que a menudo son más metafóricos que literales. Esto permite a los espectadores interpretar la obra de diversas maneras, enfocándose en la subjetividad de la experiencia humana.